# Bentivoglio (famiglia)

Metà sinistra del Dittico Bentivoglio, di Ercole de Roberti

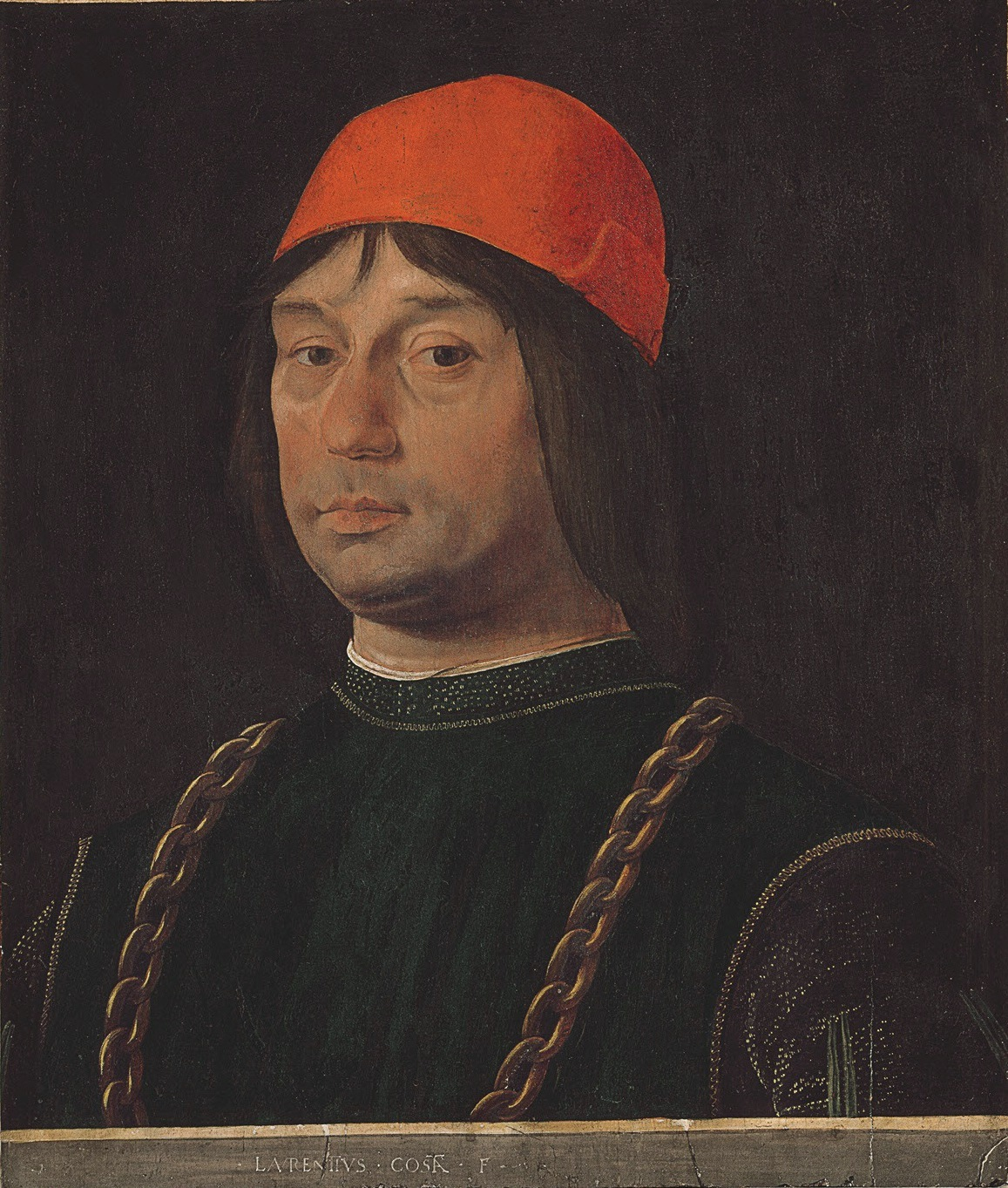
Ritratto di Giovanni II Bentivoglio, di Lorenzo Costa

I Bentivoglio (in latino Bentivolius) furono una famiglia feudale insediatasi a Bologna nel XIV secolo.
Furono signori della città, fra alterne vicende e spesso in contrasto con il potere papale, dal 1401 al 1506, quando papa Giulio II li costrinse all'esilio. I figli dell'ultimo signore di Bologna, Giovanni II Bentivoglio, furono protagonisti di un effimero governo tra 1511 e 1512, approfittando dell'appoggio dei francesi durante le guerre della Lega di Cambrai.

## Origini
Secondo la tradizione, il casato vantava di discendere da re Enzo di Sardegna, figlio dell'Imperatore e Re di Sicilia Federico II. Fra le numerose leggende popolari nate in merito, una narra che capostipite della casata Bentivoglio fosse un omonimo Bentivoglio, figlio naturale di Enzo (prigioniero a Bologna nel famoso e omonimo palazzo) e di una contadina, Lucia di Viadagola. Al bambino venne dato il nome dalle parole che Enzo solea ripetere a Lucia: "Amor mio, ben ti voglio".

## Storia
La presenza della famiglia nella città emiliana è attestata per la prima volta nel 1323, imparentandosi sin dall'inizio con alcune antiche famiglie bolognesi che detenevano il governo della città per mezzo del collegio degli Anziani. Il Carrati, nelle sue genealogie, conservate nella biblioteca dell'Archiginnasio, ne menziona il legame con la famiglia dalle Olle.
La supremazia della famiglia iniziò nel 1401 dopo la cacciata del Legato Pontificio, quando Giovanni I Bentivoglio si alleò con i Visconti di Milano e divenne Signore di Bologna, Gonfaloniere di Giustizia a vita il 14 marzo 1401, e si attestò con Sante Bentivoglio (1445-1462) e soprattutto con Giovanni II Bentivoglio (1462-1506).
Giovanni I Bentivoglio perse la vita il 26 giugno 1402 nella Battaglia di Casalecchio contro l'esercito del duca di Milano Gian Galeazzo Visconti e dei suoi alleati, tra i quali i Gonzaga di Mantova.
Quando in città si riaccesero le discordie tra le famiglie Bentivoglio e Canetoli, Anton Galeazzo Bentivoglio, figlio di Giovanni I e che come il padre aspirava a conquistare la signoria della città, riuscì a fare cacciare i Canetoli i quali però, con l'appoggio del Papa, lo costrinsero all'esilio.
Il Cardinale Legato Scotti favorì però il ritorno di Anton Galeazzo che venne accolto dai bolognesi con entusiasmo. Successivamente, per il timore che l'autorità pontificia nella città di Bologna fosse danneggiata, il Cardinale attirò in un'imboscata Anton Galeazzo e lo fece giustiziare immediatamente il 23 dicembre 1435.

### Riconquista del potere
Papa Eugenio IV giunse a Bologna in occasione del Concilio di Ferrara: i bolognesi, salassati dalle tasse pontificie imposte con la scusa delle alte spese conciliari, guidati dagli amici dei Bentivoglio, nella notte del 21 maggio 1438 presero le armi e aprirono le porte a Niccolò Piccinino, capitano dei Visconti in guerra contro la Chiesa. Il Cardinal Scotti venne cacciato e Annibale I Bentivoglio, figlio naturale di Anton Galeazzo (la madre, Lina Canigiani, era incerta della paternità di Annibale) entrò a Bologna accolto dal popolo festante.
La presenza di Annibale, tuttavia, sconvolse i progetti del Piccinino, che aveva lasciato in città il figlio Francesco. Con l'inganno, Francesco attrasse il rivale ad un convito fuori città e lo imprigionò nel castello di Varano presso Parma. Galeazzo Marescotti, insieme a quattro amici, raggiunse la rocca di Varano e liberò Annibale, che fece ritorno a Bologna e condusse alla vittoria la rivolta contro Francesco Piccinino nella battaglia di San Giorgio di Piano (15 agosto 1443).
La fortuna dei Bentivoglio rinfocolò l'inimicizia dei Canetoli e durante una festa, il 24 giugno 1445, organizzata per rinsaldare la pace fra le due casate, Annibale venne ucciso.
Galeazzo Marescotti chiamò il popolo a vendicarlo: il cuore trafitto di Battista Canetoli, inchiodato sulla porta del palazzo di Annibale fu il macabro segnale della vittoria dei Bentivoglio.

### Bologna rinascimentale
Come nuovo signore della città, venne chiamato da Firenze un figlio illegittimo di Ercole Bentivoglio, cugino di Annibale, Sante Bentivoglio, sostenuto da Cosimo de' Medici. Nominato Gonfaloniere di Giustizia e tutore del piccolo Giovanni, Sante Bentivoglio si dimostrò all'altezza del compito rispondendo felicemente alle aspettative dei bolognesi cui garantì un lungo periodo di pace.
Alla sua morte, nel 1462, l'erede della famiglia, il ventenne Giovanni II Bentivoglio divenne signore di Bologna per quarant'anni. La città conobbe un nuovo prestigio e rinomanza politica, grazie anche al collegamento diplomatico con gli altri stati italiani, un nuovo patrimonio artistico, e un nuovo impulso alle attività e al progresso civili. Il Rinascimento sbocciò a Bologna, lo Studio si ravvivò e la declinante importanza del diritto venne compensata dall'incremento degli insegnamenti delle lettere greche e latine, della filosofia, della medicina, dell'astronomia, di cui grande rappresentante fu Girolamo Manfredi. Le trasformazioni edilizie, la costruzione di chiese e palazzi o l'ammodernamento di quelli preesistenti e il loro arricchimento con nuove preziose opere pittoriche, oltre a modificare radicalmente il volto di Bologna, le lasciarono un'impronta rinascimentale.
Studiarono a Bologna in quel periodo, tra gli altri, Giovanni Pico della Mirandola e Niccolò Copernico.
Nel 1503 venne portata a termine la costruzione di Palazzo Bentivoglio, giudicato allora fra i più belli e i più vasti d'Italia, nell'area oggi occupata dal Teatro Comunale e dal Giardino del Guasto che, come l'adiacente via del Guasto, ricorda nel nome la distruzione del palazzo avvenuta nel 1507 a furor di popolo.
Affluivano a Bologna gli artisti della Scuola ferrarese, mentre Niccolò dell'Arca completava l'arca marmorea che raccoglie i resti di San Domenico alla quale collaborò anche Michelangelo con tre statue; Francesco Francia coniava medaglie e dipingeva soavi Madonne e ritratti, così come il pittore di corte Amico Aspertini; Sabadino degli Arienti componeva "le Porrettane", l'ingegnoso architetto Aristotele Fioravanti, a cui si deve il portico del Palazzo del Podestà e che fu in grado di spostare torri mediante imbragature ingegneristicamente futuristiche, era richiesto da papi, imperatori, re e sultani oltre che dallo stesso Zar di Russia.
La corte Bentivolesca insomma, non solo gareggiava ma primeggiava fra le corti rinascimentali italiane.

### Declino e cacciata

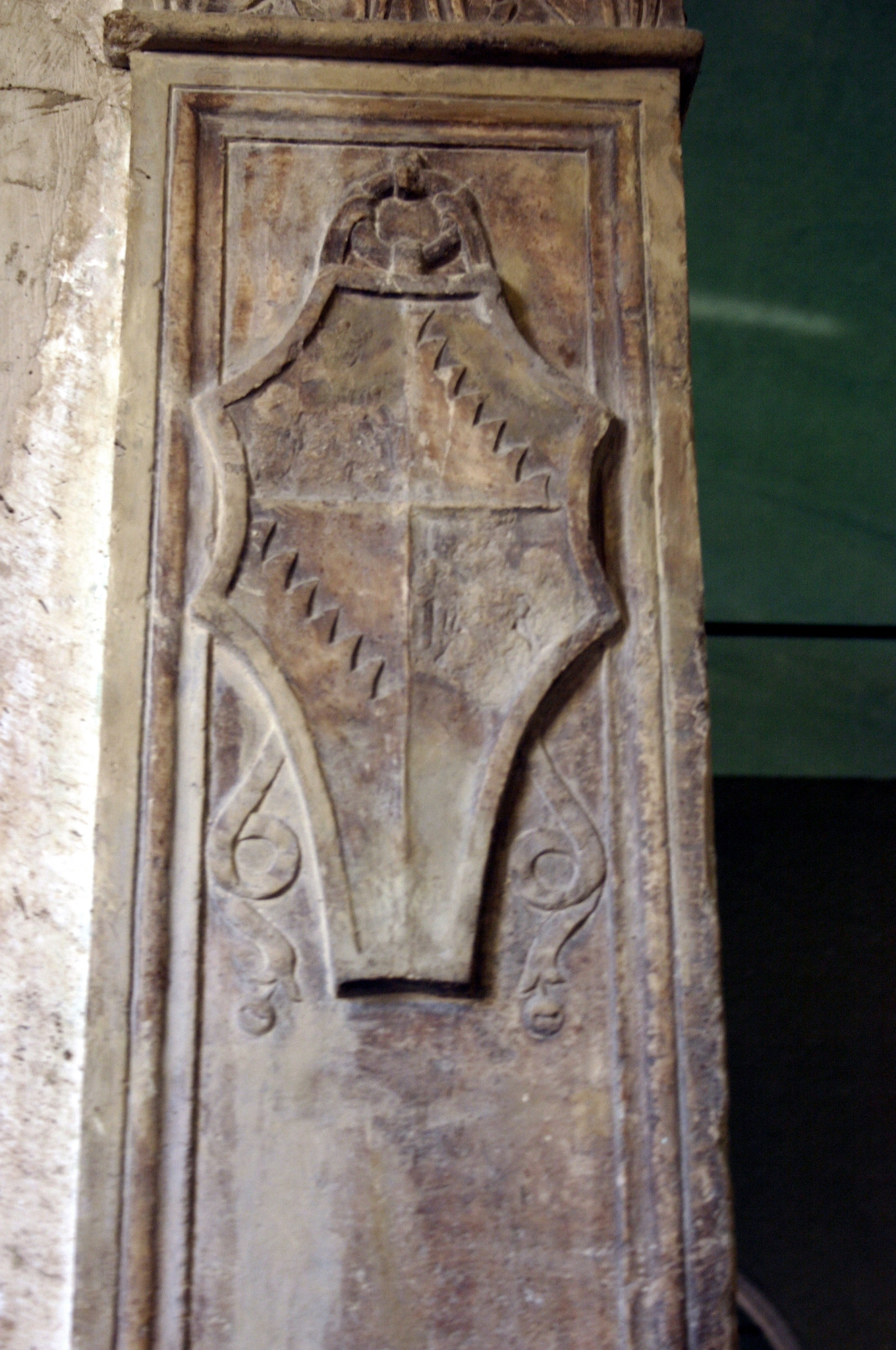
Arma dei Bentivoglio nel portale del loro palazzo di Milano (Musei Civici del Castello Sforzesco)

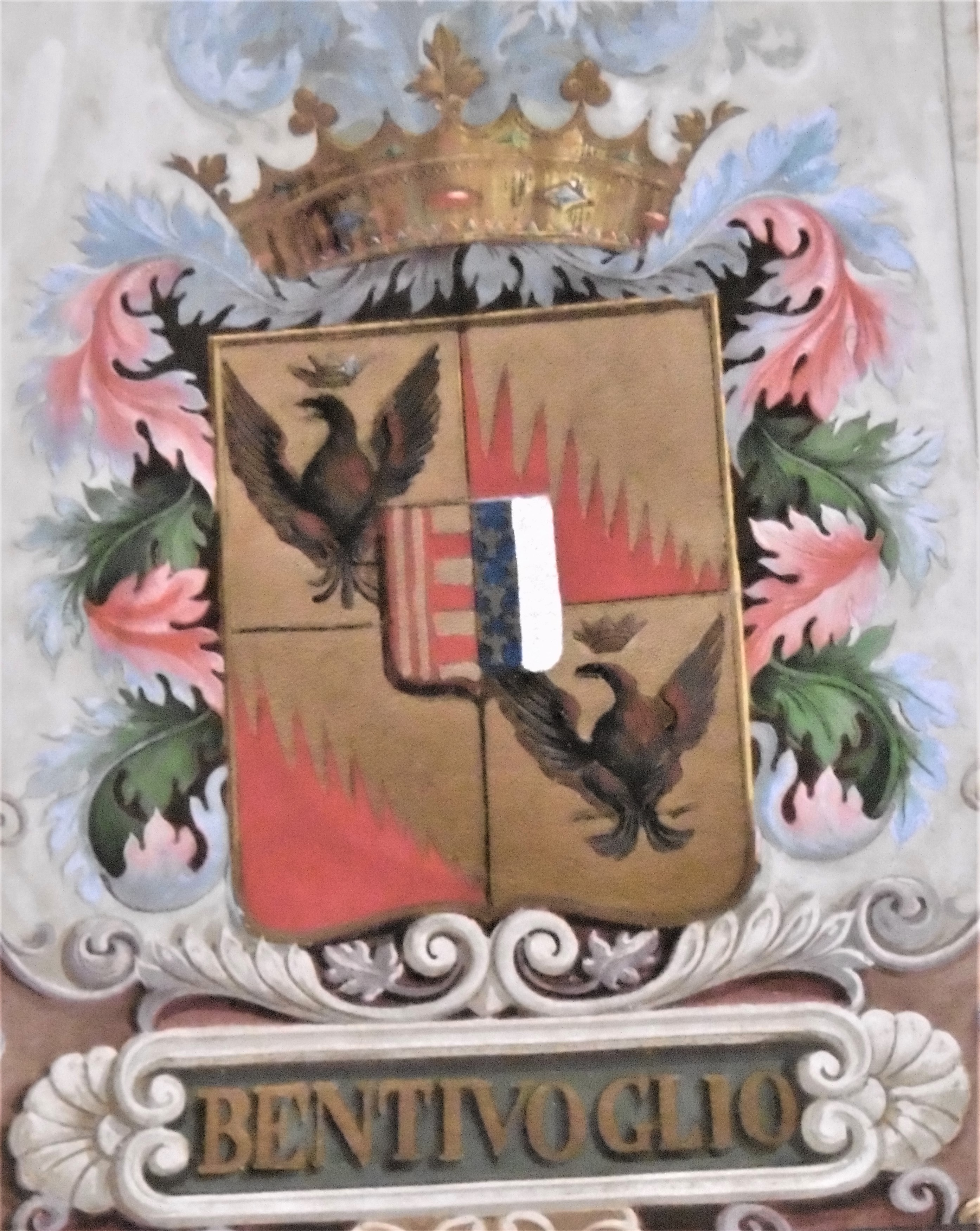
Stemma della famiglia Bentivoglio nel Palazzo Municipale di Ferrara

Giovanni II Bentivoglio, sotto l'influenza della moglie Ginevra Sforza, commise molti errori negli ultimi tempi della sua signoria, attuando una politica tirannica all'interno e anormale nei confronti degli altri Stati; i figli, inoltre, con la loro condotta dissoluta, prepotente e provocatoria, contribuirono ad aumentare l'ostilità dei cittadini verso l'intera famiglia.
L'episodio che provocò definitivamente l'inimicizia dei nobili bolognesi nei confronti della casata fu la famigerata strage della famiglia Marescotti, ordinata da Giovanni II il quale temeva che Agamennone, loro prestigioso capo, intendesse soppiantarlo nel governo di Bologna.
Nell'eccidio perirono 240 persone e fino a quando la carneficina non fu compiuta si tennero chiuse le porte della città. A causa di questi fatti, quando papa Giulio II si attestò con le sue truppe e gli spagnoli nel Frignano in attesa di occupare la città nel 1506, i bolognesi aprirono le porte al papa e Giovanni II, insieme alla moglie Ginevra e ai figli, dovette cercare scampo nella fuga. Giovanni e la sua famiglia ripararono a Ferrara sotto la protezione di Alfonso I d'Este. Giovanni si recò poi nella Milano invasa dai francesi a chieder l'aiuto del re Luigi XII di Francia.
Nel 1507, dopo un fallito tentativo dei figli di Giovanni II Annibale II ed Ermes di riconquistare il potere, il popolo bolognese, aizzato da Ercole Marescotti, distrusse il magnifico palazzo Bentivoglio. Giovanni II fu imprigionato a Milano e processato, ma dichiarato innocente. Morì a Milano poco dopo, il 1º febbraio 1508.
Nel 1511 Annibale II Bentivoglio, figlio di Giovanni, tentò nuovamente - questa volta con successo - di riprendere Bologna, divenendone signore sotto il protettorato dei francesi. Nell'occasione fu distrutto un altro capolavoro artistico inestimabile: la statua di Giulio II che raffigurava il pontefice in posizione seduta e benedicente, unica opera bronzea di Michelangelo, il cui metallo venne fuso nella colubrina Giulia da Alfonso D'Este. Annibale riuscì a resistere all'assedio lanciato del viceré di Napoli Raimondo di Cardona, grazie al supporto di Gastone di Foix. Una nuova insurrezione dei bolognesi e il ripiegamento francese costrinsero Annibale II a lasciare Bologna. Alla morte di Giulio II nel 1513 Annibale tentò nuovamente di riottenere il controllo su Bologna, ma senza successo. Un ultimo tentativo di riprendere la signoria bolognese fu intrapreso da Annibale nel 1522, con un attacco respinto però dalle difese della città.
Con la cacciata dei Bentivoglio, Bologna rimase per quasi tre secoli (fino al termine del Settecento) stabilmente inglobata nello Stato della Chiesa.

## Palazzi

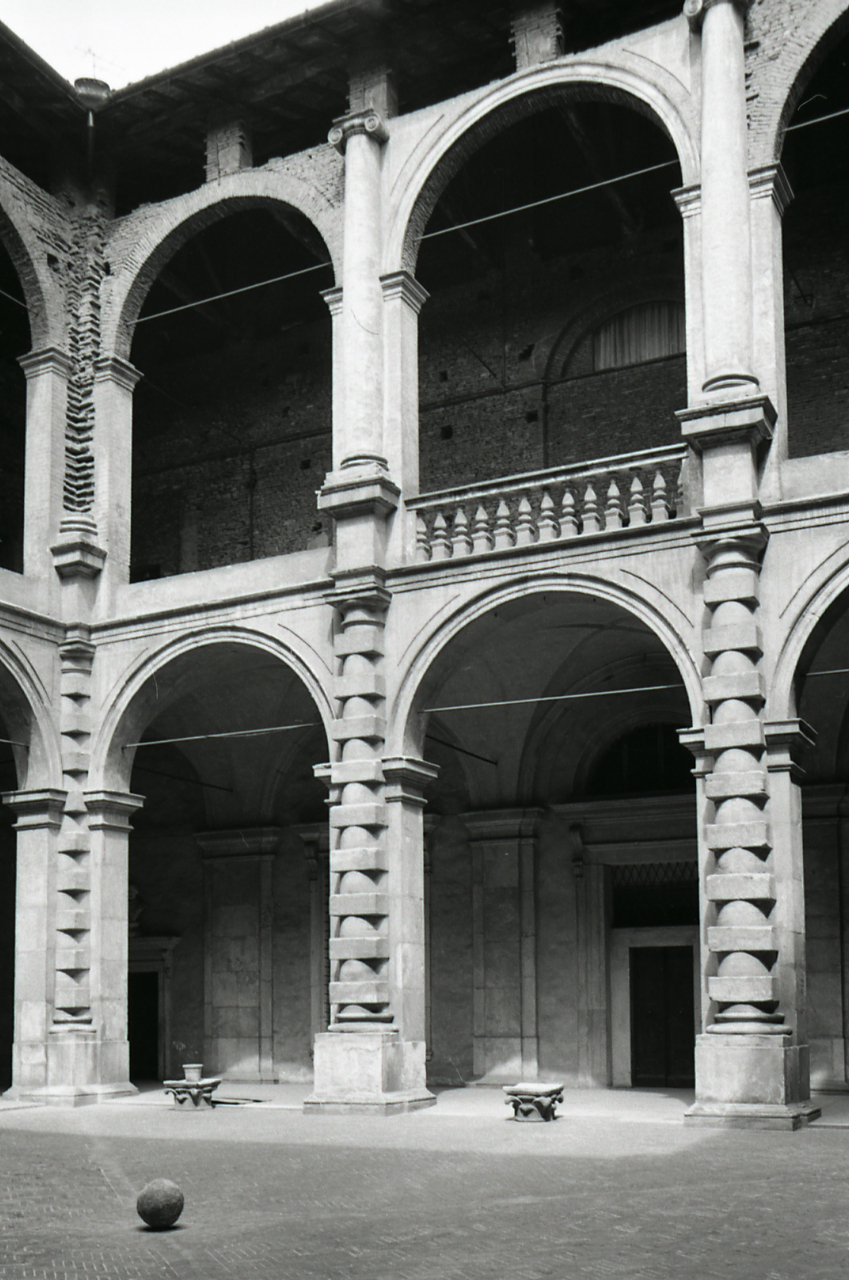
Logge di Palazzo Bentivoglio in via delle Belle Arti a Bologna. Foto di Paolo Monti, 1969

- Palazzo Bentivoglio a Bologna, in strada San Donato (oggi via Zamboni), demolito nel 1507
- Palazzo Bentivoglio, in via delle Belle Arti 8 a Bologna, costruito a partire dal 1551 per Costanzo Bentivoglio
- Castello di Bentivoglio a Bentivoglio
- Palazzo Bentivoglio a Ferrara
- Rocca dei Bentivoglio a Bazzano (Valsamoggia)
- Palazzo Bentivoglio a Gualtieri
- Palazzo Foggianuova, abbattuto sul finire del Settecento (tra Granarolo e Marano di Castenaso)[6][7]
- Palazzo Bentivoglio a Milano

## Signori di Bologna
- Giovanni I 1401-1402[8]
- Anton Galeazzo 1416-1420 (capo del Governo dei Riformatori), 1420, 1435 (signore di Bologna)[9][10]
- Annibale I 1445[9]
- Sante 1446-1462[11][12] o 1463[13][14]
- Giovanni II 1462 (o 1463)-1506[12][15][16]
- Annibale II ed Ermes 1511-1512[12][17][18]

## Membri principali
- Giovanni I Bentivoglio, morto nella battaglia di Casalecchio nel 1402
- Anton Galeazzo Bentivoglio, signore di Bologna dal 1416 al 1420 e poi, dopo un lungo esilio, nel 1435 (quando fu fatto uccidere dal legato pontificio Daniele da Treviso)
- Annibale I Bentivoglio, signore di Bologna dal 1438 e anche lui ucciso nel 1443
- Sante Bentivoglio, signore dal 1446 e morto nel 1462
- Ercole Bentivoglio, condottiero e capitano di eserciti
- Giovanni II Bentivoglio, signore di Bologna dal 1463 al 1506, anno in cui viene costretto alla fuga da papa Giulio II.
- Cornelio I Bentivoglio, marchese di Gualtieri dal 1576
- Annibale II Bentivoglio, condottiero rifugiatosi a Ferrara (dando origine al ramo Estense ed assumendo il titolo di "Bentivoglio d'Aragona") e morto nel 1540
- Ercole Bentivoglio, letterato morto nel 1573
- Guido Bentivoglio d'Aragona, cardinale morto nel 1644, che contribuì alla condanna di Galileo Galilei come presidente del tribunale dell'Inquisizione, nunzio apostolico prima nelle Fiandre e poi in Francia e che divenne poi ministro plenipotenziario del Re di Francia presso il papato
- Cornelio Bentivoglio, (1668-1732) cardinale, arcivescovo di Cartagine, nunzio apostolico a Parigi e ministro plenipotenziario del Re di Spagna presso il Vaticano
- Galeazzo Benti, (1923 - 1993) nome d'arte del conte Galeazzo Bentivoglio, originario di Firenze, attore brillante e sceneggiatore; girò oltre 80 film tra i quali molti film comici assieme a Totò.

Il cognome della famiglia è associato al toponimo della cittadina Bentivoglio nella città metropolitana di Bologna.

### Elenco dei senatori
Elenco dei membri della famiglia che furono membri del Senato di Bologna, nel VI seggio, tra il 1506 e il 1797, date dell'anno di presa di possesso e di quello di cessazione dalla carica della famiglia:
- Ercole di Lodovico (1506-1524 deceduto)
- Lodovico di Ercole (1524-1544 deceduto)
- Antonio di Lodovico (1544-1553 deceduto)
- Ercole di Antonio (1553-1599 deceduto)
- Alberto di Ercole (1599-1621 deceduto)
- Francesco di Alberto (1621-1638 deceduto)
- Fulvio di Girolamo (1638-1661 deceduto)
- Girolamo di Fulvio (1662-1714 deceduto)
- Lorenzo di Fulvio (1714-1718 deceduto)
- Filippo di Ulisse (1718-1723 deceduto)
- Fulvio di Lorenzo (1723-1781 deceduto)
- Girolamo di Fulvio (1781-1787 deceduto)
- Filippo di Girolamo (1788-1797 deposto)

## Famiglia Bentivoglio nella tavola di Lorenzo Costa

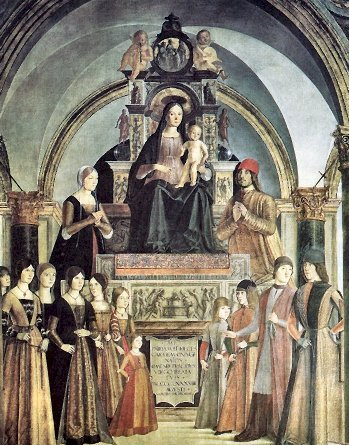
La Pala Bentivoglio, di Lorenzo Costa

Nella Cappella Bentivoglio, all'interno della chiesa di San Giacomo Maggiore a Bologna, ove i Bentivoglio erano soliti pregare, si trova la pala Bentivoglio dipinta da Lorenzo Costa nell'agosto del 1488 e raffigurante la famiglia di Giovanni II. In primo piano si trovano Ginevra Sforza già vedova di Sante Bentivoglio e poi sposa di suo cugino Giovanni II Bentivoglio, e alcuni dei loro 16 figli, di cui cinque morirono in tenera età.
Tra quelli ritratti nell'affresco, ricordiamo Camilla e Isotta, che furono monache nel convento del Corpus Domini; Francesca Bentivoglio, sposata a Galeotto Manfredi e macchiatasi di uxoricidio; Ermes Bentivoglio, bambino all'epoca del ritratto, descritto in seguito da un cronista bolognese come iracondo e perverso, addirittura "bestiale", in riferimento alla strage da lui compiuta, nel 1501, ai danni della famiglia Marescotti; Antongaleazzo Bentivoglio, ritratto in abito da prelato, protonotario apostolico, che non ottenne l'agognato cappello cardinalizio, onore che il papa gli rifiutò; Annibale II Bentivoglio, sposato con Lucrezia d'Este, che dopo la morte di Giovanni II e l'esilio subito dalla sua famiglia, tentò invano, insieme al fratello Ermes, di rientrare a Bologna.
Gli altri figli ritratti sono: Eleonora Bentivoglio, Laura Bentivoglio, Violante Bentivoglio (futura sposa di Pandolfo IV Malatesta ultimo signore di Rimini), Bianca Bentivoglio e Alessandro Bentivoglio. Alcuni sulla base della sorprendente somiglianza con la figura ritratta nella tela del Costa identificano in Violante Bentivoglio il ritratto di dama conservato nella Pinacoteca Ambrosiana di Milano e solitamente attribuito a Giovanni Ambrogio de Predis. In quel caso però l'attribuzione sarebbe alquanto dubbia.